# Kozí Hory
Kozí Hory (dříve též Kozohory, Kozihory) jsou vesnice, část města Nový Knín v okrese Příbram ve Středočeském kraji ve svazích nad údolím Kocáby, k jejímuž toku kozohorské katastrální území zasahuje. Spolu s Hranicemi tvoří základní sídelní jednotku města Nového Knína. Rovněž katastrální území (do značné míry zalesněné) mají uvedené vsi společné. V roce 2011 zde trvale žilo 85 obyvatel.

## Historie
První písemná zmínka o vesnici pochází z roku 1653.

## Obyvatelstvo
| Rok            | 1869 | 1880 | 1890 | 1900 | 1910 | 1921 | 1930 | 1950 | 1961 | 1970 | 1980 | 1991 | 2001 | 2011 | 2021 |
| -------------- | ---- | ---- | ---- | ---- | ---- | ---- | ---- | ---- | ---- | ---- | ---- | ---- | ---- | ---- | ---- |
| Počet obyvatel | 180  | 160  | 159  | 150  | 156  | 154  | 145  | 98   | 94   | 101  | 66   | 45   | 48   | 85   | 82   |
| Počet domů     | 25   | 26   | 26   | 27   | 28   | 32   | 36   | 45   | 45   | 31   | 24   | 27   | 32   | 46   | 47   |

## Obecní správa
Při sčítání lidu v letech 1850–1899 Kozí Hory byly osadou obce Drhovy v okrese Příbram. V letech 1900–1960 byly samostatnou obcí, se kterým patřily nejprve do okresu Příbram, ale v roce 1950 v okrese Dobříš a od roku 1960 opět v okrese Příbram. Od 1. července 1960 jsou částí města Nový Knín v okrese Příbram. V letech 1880–1960 k obci patřily Hranice.

## Pamětihodnosti
- Socha svatého Floriána u trojmezí katastrálních území Kozí Hory, Libčice a Chramiště
- Kaplička svaté Anny je nevýraznou stavbou z 19. století narušená pozdější modernizací fasád.
- V katastru vsi se zachovaly pozůstatky starých důlních děl po středověké těžbě zlata.
- Na území vsi se zachovalo několik roubených i zděných objektů lidové architektury.
- Při toku Kocáby se nachází místo zvané Lurdy – skalní výklenek s obrázkem Panny Marie Lurdské.

## Galerie

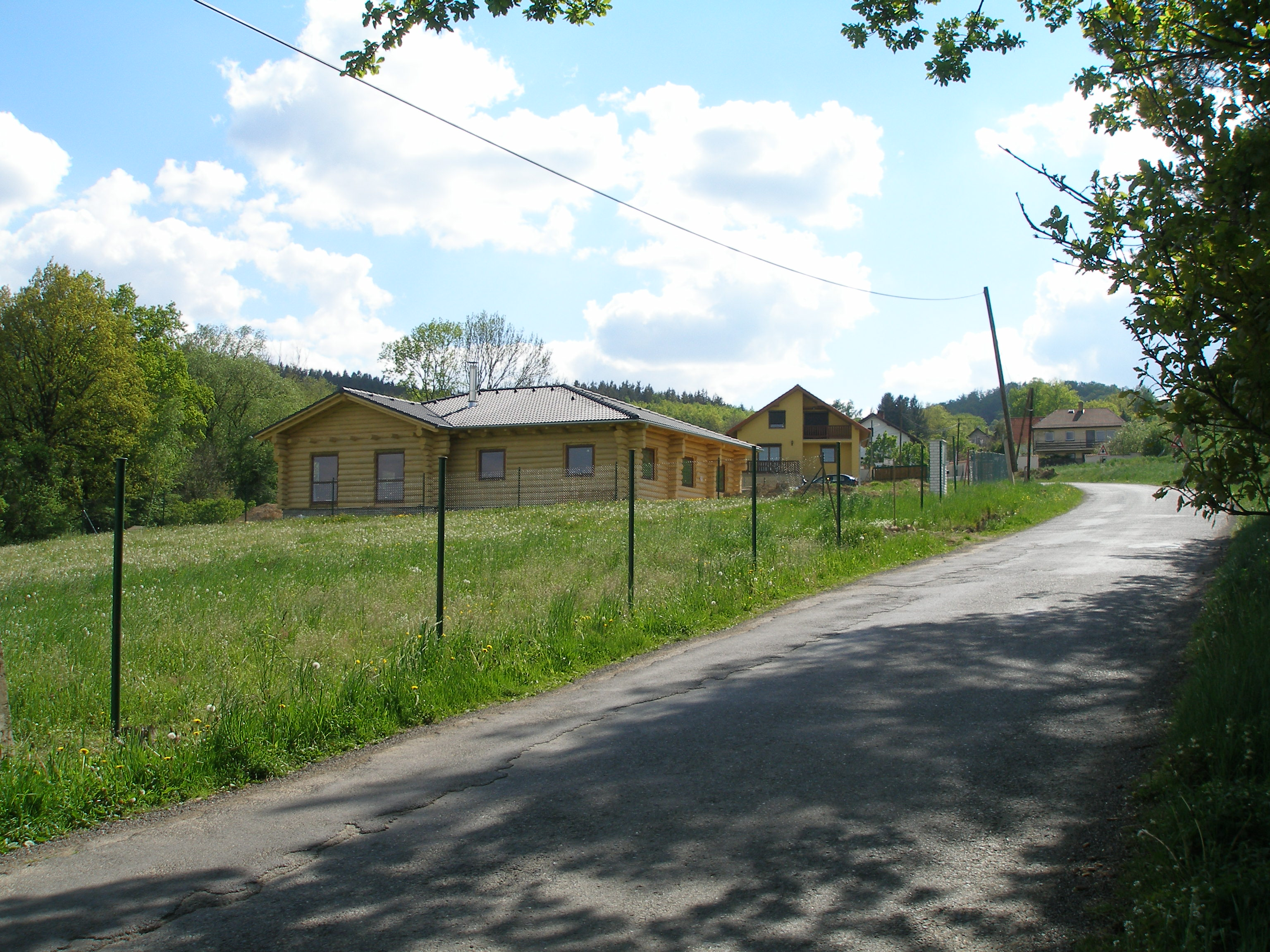
Dolní konec zástavby (ze silnice od Nového a Starého Knína
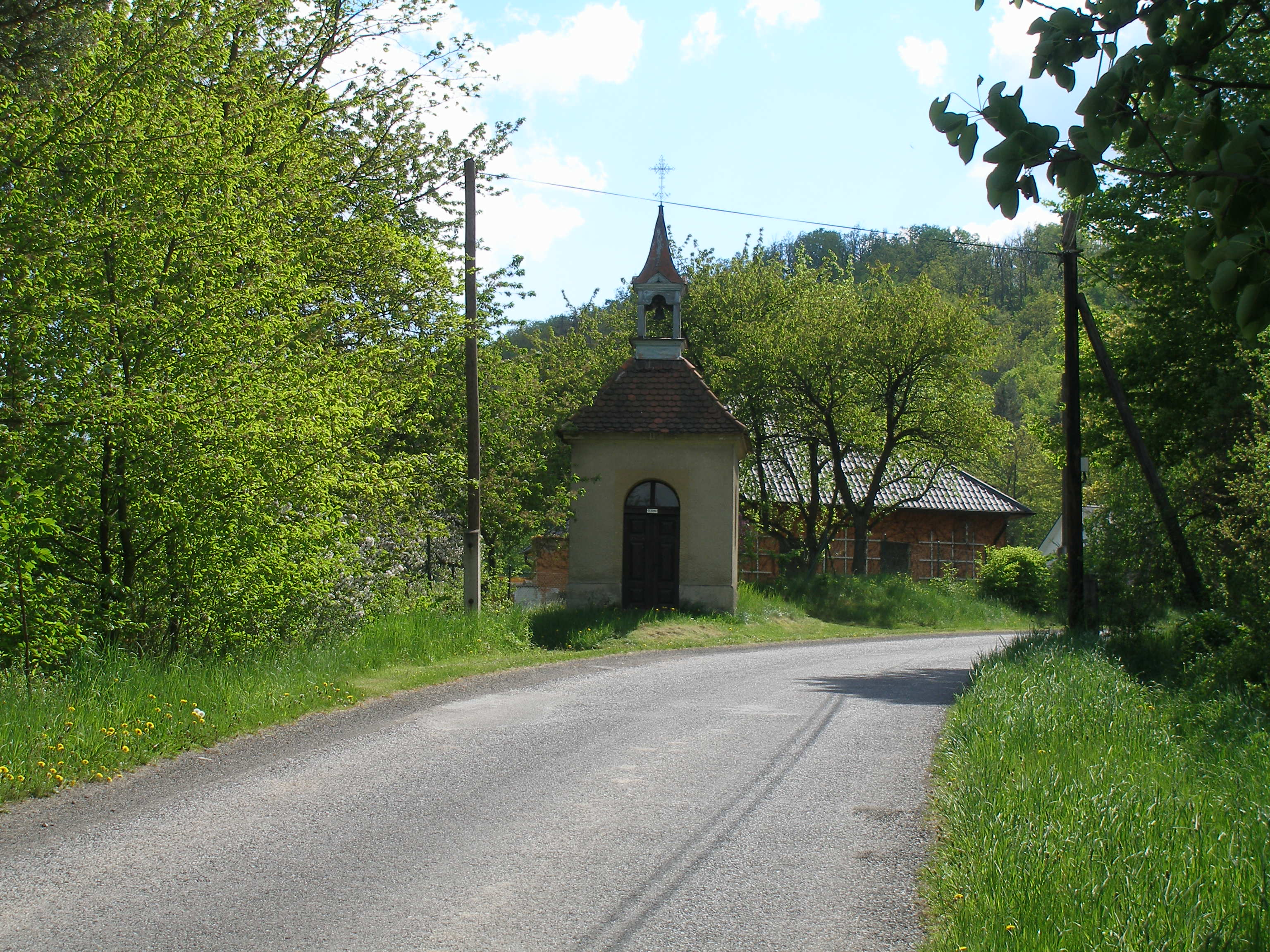
Vstupní průčelí kapličky svaté Anny
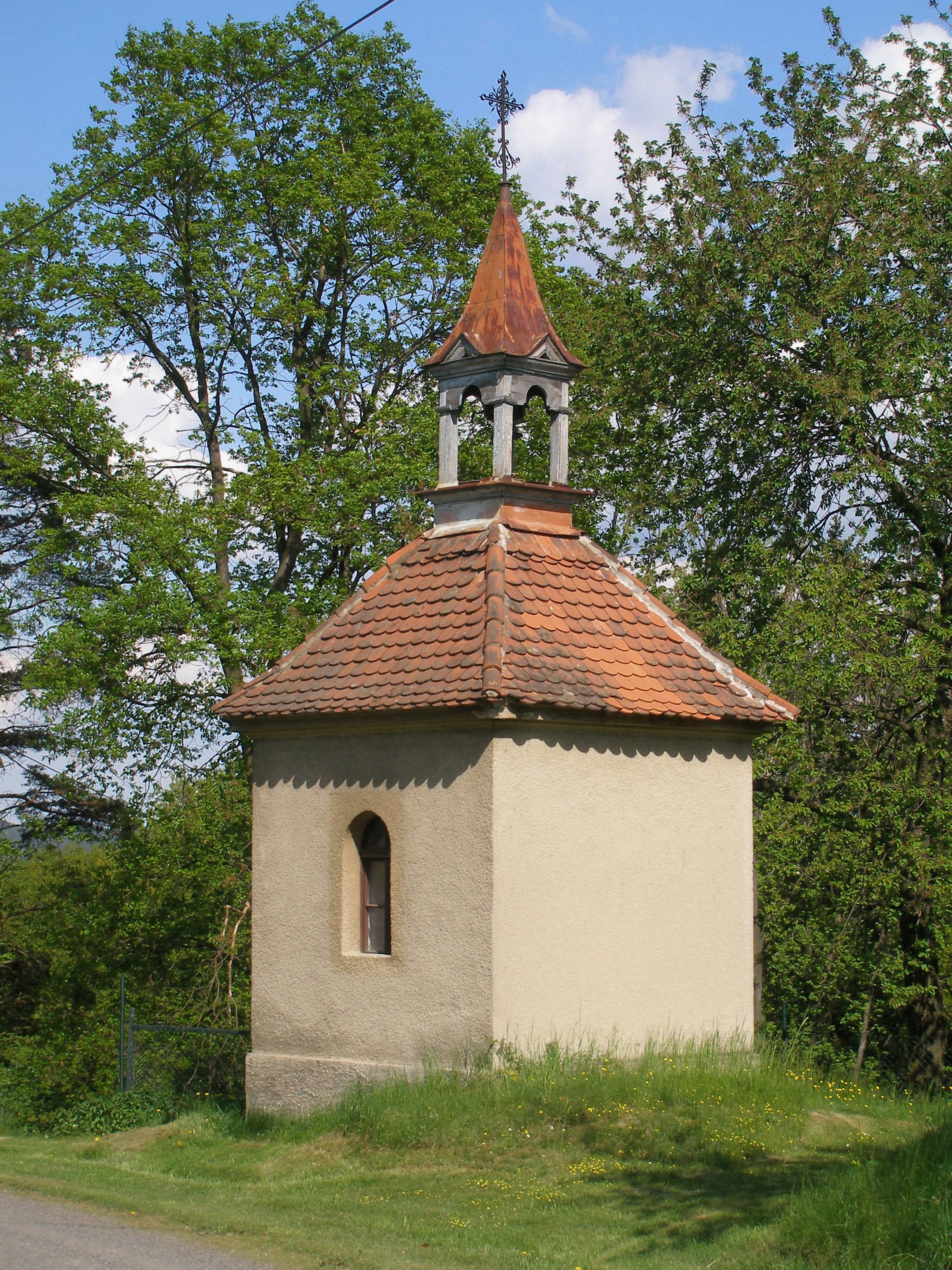
Pohled na kapličku zprava zezadu
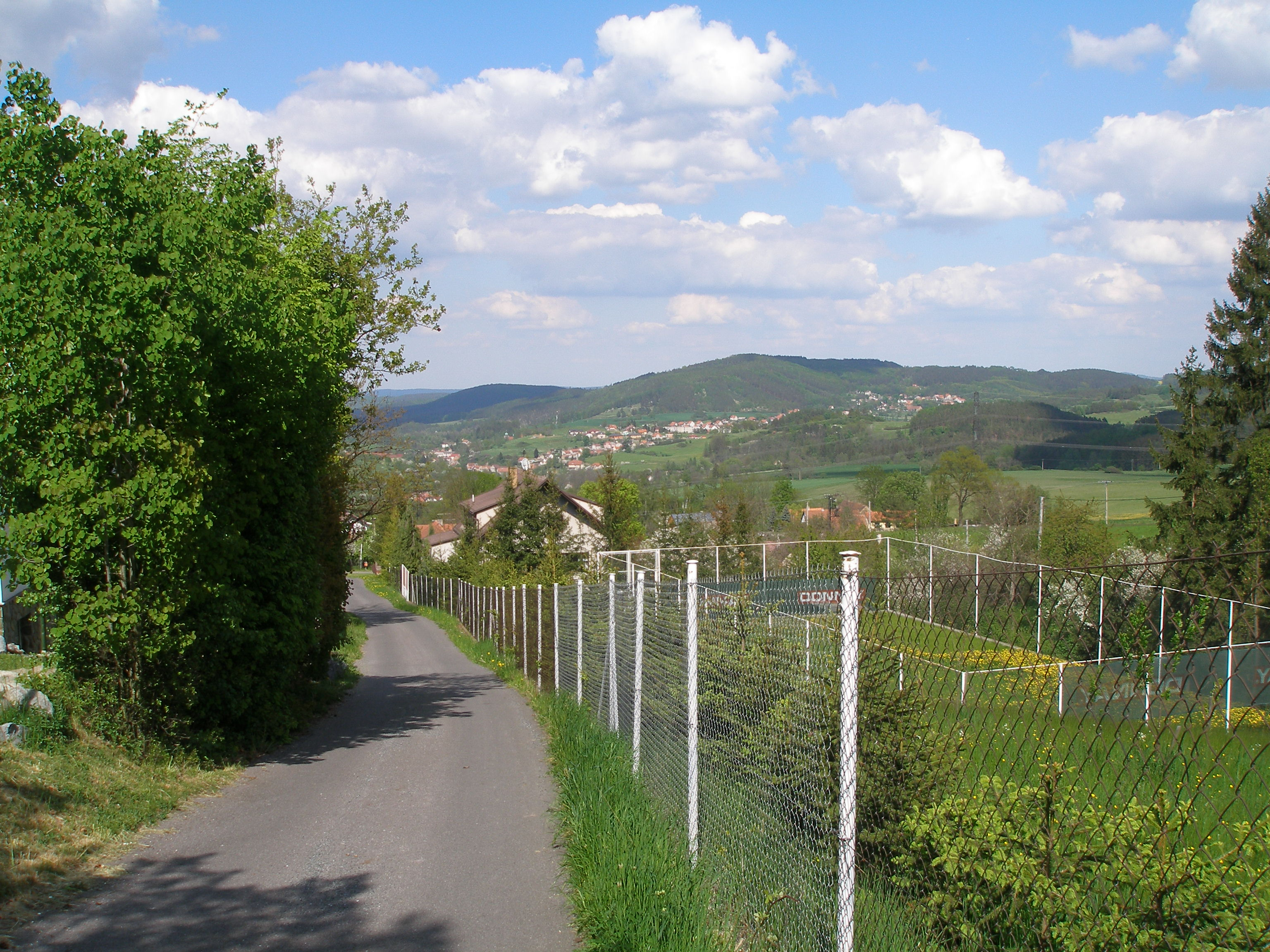
Pohled na Nový a Starý Knín z Kozích Hor, v pozadí vpravo Sudovice